# AMD Mobile Athlon 64
Der Mobile Athlon 64 ist ein Notebookprozessor von AMD. Er basiert im Wesentlichen auf dem Athlon 64 und zählt damit zur K8-Generation.

## Technik
Die Prozessoren sind im Funktionsumfang vollständig mit dem AMD Athlon 64 identisch, besitzen aber zum Teil eine durch eine verringerte Versorgungsspannung wesentlich geringere Verlustleistung. Durch die weitgehende Übereinstimmung und die Pinkompatibilität können die Prozessoren auch in ATX-Mainboard eingesetzt werden, sofern dass BIOS den erforderlichen Microcode zur Verfügung stellt.
Den Mobile Athlon 64 gibt es in drei Varianten. Die Desktop-Replacement-Version hat eine TDP von 81,5 W und damit nur minimal weniger als die Desktop-Version. Die Standardversion liegt bei 62 W TDP und die Low-Power-Variante bei 35 W TDP. Letztere wurde aber seit Frühjahr 2005 unter dem Namen Turion 64 weitergeführt. Die ersten Modelle des Mobile Athlon 64 erschienen noch unter dem Namen Athlon XP-M.
Aufgrund der hohen Stromaufnahme – der konkurrierende Intel Pentium M hatte maximal 27 W – spielten diese ersten 64-Bit-Prozessoren für Notebooks am Markt kaum eine Rolle.

### Desktop-Replacement (DTR)

#### Clawhammer C0
- Revision C0
- L1-Cache: 64 + 64 KiB (Daten + Instruktionen)
- L2-Cache: 1024 KiB mit Prozessortakt
- MMX, Extended 3DNow!, SSE, SSE2, AMD64, PowerNow!, NX-Bit
- Sockel 754, HyperTransport mit 800 MHz (HT 1600)
- Betriebsspannung (VCore): 1,50 V
- Leistungsaufnahme (TDP): 81,5 W
- Erscheinungsdatum:
- Fertigungstechnik: 130 nm (SOI)
- Die-Größe: 193 mm² bei 105,9 Millionen Transistoren
- Taktfrequenzen: 1,6–2,2 GHz
  - 3000+: 1,8 GHz
  - 3200+: 2,0 GHz
  - 3400+: 2,2 GHz

#### Clawhammer CG
- Revision CG
- L1-Cache: 64 + 64 KiB (Daten + Instruktionen)
- L2-Cache: 1024 KiB mit Prozessortakt
- MMX, Extended 3DNow!, SSE, SSE2, AMD64, PowerNow!, NX-Bit
- Sockel 754, HyperTransport mit 800 MHz (HT 1600)
- Betriebsspannung (VCore): 1,50 V
- Leistungsaufnahme (TDP): 81,5 W
- Erscheinungsdatum:
- Fertigungstechnik: 130 nm (SOI)
- Die-Größe: 193 mm² bei 105,9 Millionen Transistoren
- Taktfrequenzen: 1,6–2,4 GHz
  - 2800+: 1,6 GHz
  - 3000+: 1,8 GHz
  - 3200+: 2,0 GHz
  - 3400+: 2,2 GHz
  - 3700+: 2,4 GHz

#### Newark
Revision E5
- L1-Cache: 64 + 64 KiB (Daten + Instruktionen)
- L2-Cache: 1024 KiB mit Prozessortakt
- MMX, Extended 3DNow!, SSE, SSE2, SSE3, PowerNow!, NX-Bit
- Sockel 754, HyperTransport mit 800 MHz (HT 1600)
- Betriebsspannung (VCore): 1,35 V
- Leistungsaufnahme (TDP): 62 W
- Erscheinungsdatum: Juli 2005
- Fertigungstechnik: 90 nm (SOI)
- Die-Größe: 115 mm² bei 114 Millionen Transistoren
- Taktraten: 1,8–2,6 GHz
  - 3000+: 1,8 GHz
  - 3200+: 2,0 GHz
  - 3400+: 2,2 GHz
  - 3700+: 2,4 GHz
  - 4000+: 2,6 GHz

### Full-Size Notebooks

#### Clawhammer C0
- Revision C0
- L1-Cache: 64 + 64 KiB (Daten + Instruktionen)
- L2-Cache: 1024 KiB mit Prozessortakt
- MMX, Extended 3DNow!, SSE, SSE2, AMD64, PowerNow!, NX-Bit
- Sockel 754, HyperTransport mit 800 MHz (HT 1600)
- Betriebsspannung (VCore): 1,40 V
- Leistungsaufnahme (TDP): 62 W
- Erscheinungsdatum:
- Fertigungstechnik: 130 nm (SOI)
- Die-Größe: 193 mm² bei 105,9 Millionen Transistoren
- Taktfrequenzen: 1,6–2,2 GHz
  - 2800+: 1,6 GHz
  - 3000+: 1,8 GHz
  - 3200+: 2,0 GHz

#### Clawhammer CG
- Revision CG
- L1-Cache: 64 + 64 KiB (Daten + Instruktionen)
- L2-Cache: 1024 KiB mit Prozessortakt
- MMX, Extended 3DNow!, SSE, SSE2, AMD64, PowerNow!, NX-Bit
- Sockel 754, HyperTransport mit 800 MHz (HT 1600)
- Betriebsspannung (VCore): 1,40 V
- Leistungsaufnahme (TDP): 62 W
- Erscheinungsdatum:
- Fertigungstechnik: 130 nm (SOI)
- Die-Größe: 193 mm² bei 105,9 Millionen Transistoren
- Taktfrequenzen: 1,6–2,2 GHz
  - 2800+: 1,6 GHz
  - 3000+: 1,8 GHz
  - 3200+: 2,0 GHz
  - 3400+: 2,2 GHz

### Low-Power
Wird jetzt mit dem neueren Lancaster-Kern als Turion 64 verkauft.

#### Clawhammer CG
Revision CG
- L1-Cache: 64 + 64 KiB (Daten + Instruktionen)
- L2-Cache: 512 KiB mit Prozessortakt
- MMX, Extended 3DNow!, SSE, SSE2, Cool’n’Quiet, NX-Bit
- Sockel 754, HyperTransport mit 800 MHz (HT 1600)
- Betriebsspannung (VCore): 1,20 V
- Leistungsaufnahme (TDP): 35 W
- Erscheinungsdatum:
- Fertigungstechnik: 130 nm (SOI)
- Die-Größe:
- Taktraten: 1,6–2,0 GHz
  - 2700+: 1,6 GHz
  - 2800+: 1,8 GHz
  - 3000+: 2,0 GHz

#### Oakville
Revision D0
- L1-Cache: 64 + 64 KiB (Daten + Instruktionen)
- L2-Cache: 512 KiB mit Prozessortakt
- MMX, Extended 3DNow!, SSE, SSE2, Cool’n’Quiet, NX-Bit
- Sockel 754, HyperTransport mit 800 MHz (HT 1600)
- Betriebsspannung (VCore): 1,35 V
- Leistungsaufnahme (TDP): 35 W
- Erscheinungsdatum:
- Fertigungstechnik: 90 nm (SOI)
- Die-Größe:
- Taktraten: 1,6–2,0 GHz
  - 2700+: 1,6 GHz
  - 2800+: 1,8 GHz
  - 3000+: 2,0 GHz